# Austrosimulium montanum
Austrosimulium montanum är en tvåvingeart som beskrevs av M. Josephine Mackerras 1952. Austrosimulium montanum ingår i släktet Austrosimulium och familjen knott. Inga underarter finns listade i Catalogue of Life.